# Wyszembork

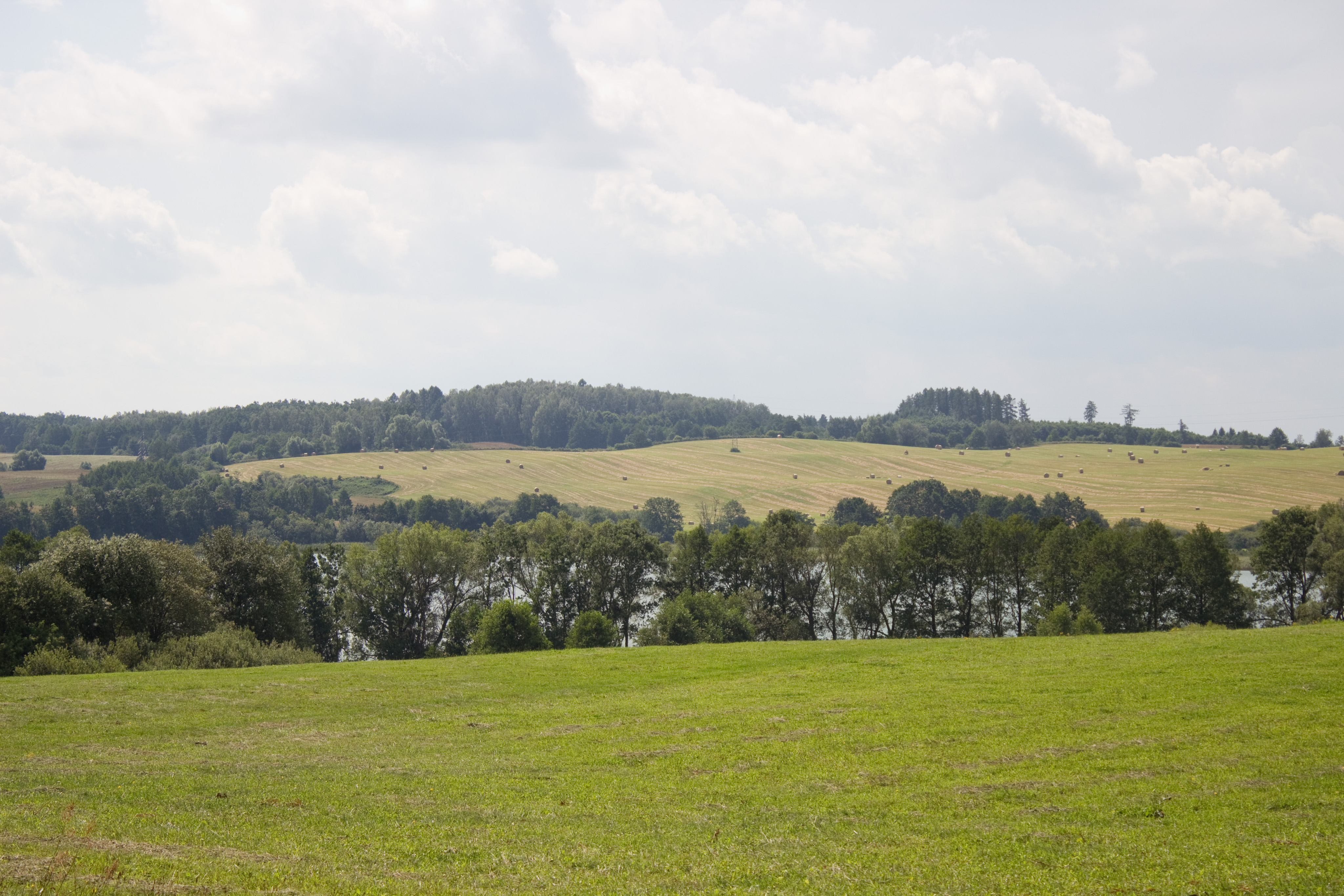
Landschaft bei Wyszembork (Weißenburg)

Wyszembork [vɨˈʂɛmbɔrk] (deutsch Weißenburg, 1940 bis 1945 Weißenburg (Ostpr.)) ist ein Dorf in der polnischen Woiwodschaft Ermland-Masuren. Es gehört zur Gmina Mrągowo (Landgemeinde Sensburg) im Powiat Mrągowski (Kreis Sensburg).

## Geographische Lage
Wyszembork liegt inmitten der Woiwodschaft Ermland-Masuren, acht Kilometer nordöstlich der Kreisstadt Mrągowo (deutsch Sensburg).

## Geschichte
Das frühere Weißenburg wurde 1376 gegründet.
Am 8. April 1874 wurde es Amtsdorf und damit namensgebend für einen Amtsbezirk, der bis 1945 bestand und zum Kreis Sensburg im Regierungsbezirk Gumbinnen (ab 1905: Regierungsbezirk Allenstein) in der preußischen Provinz Ostpreußen gehörte. In die Gemeinde Weißenburg waren die Ortsteile Berghof (polnisch Biestrzykowo, nicht mehr existent) und Marienhof (Brodzikowo) eingegliedert.
Aufgrund der Bestimmungen des Versailler Vertrags stimmte die Bevölkerung in den Volksabstimmungen in Ost- und Westpreussen am 11. Juli 1920 über die weitere staatliche Zugehörigkeit zu Ostpreußen (und damit zu Deutschland) oder den Anschluss an Polen ab. In Weißenburg stimmten 440 Einwohner für den Verbleib bei Ostpreußen, auf Polen entfielen keine Stimmen.
Am 30. September 1928 wurde auch Waldhausen (Boże Małe) nach Weißenburg eingemeindet. Am 25. April 1940 wurde der Ortsname offiziell in „Weißenburg (Ostpr.)“ verändert.
1945 kam in Kriegsfolge das gesamte südliche Ostpreußen zu Polen. Das betraf nun auch Weißenburg, das die polnische Namensform „Wyszembork“ erhielt. Heute ist das Dorf Sitz eines Schulzenamtes (polnisch Sołectwo) und als solches eine Ortschaft innerhalb der Gmina Mrągowo (Landgemeinde Sensburg) im Powiat Mrągowski (Kreis Sensburg), bis 1998 der Woiwodschaft Olsztyn (Allenstein), seither der Woiwodschaft Ermland-Masuren zugeordnet.

### Einwohnerzahlen
| Jahr | Anzahl |
| ---- | ------ |
| 1867 | 783    |
| 1885 | 767    |
| 1905 | 653    |
| 1910 | 652    |
| 1933 | 750    |
| 1939 | 645    |
| 2011 | 352    |

### Amtsbezirk Weißenburg (1874–1945)
Der Amtsbezirk Weißenburg – ab 1940 „Amtsbezirk Weißenburg (Ostpr.)“ – bestand 71 Jahre. Anfangs waren vier Kommunen eingegliedert, am Ende war es nur noch Weißenburg allein:
| Name                                     | Polnischer Name | Bemerkungen                                                  |
| ---------------------------------------- | --------------- | ------------------------------------------------------------ |
| Salent-See                               |                 | 1903/08 in den Gutsbezirk Domänenamt Seehesten eingegliedert |
| Sistiment-See                            |                 | 1903/08 in den Gutsbezirk Domänenamt Seehesten eingegliedert |
| Waldhausen                               | Boże Małe       | 1928 nach Weißenburg eingemeindet                            |
| Weißenburg 1940–1945 Weißenburg (Ostpr.) | Wyszembork      |                                                              |

## Kirche

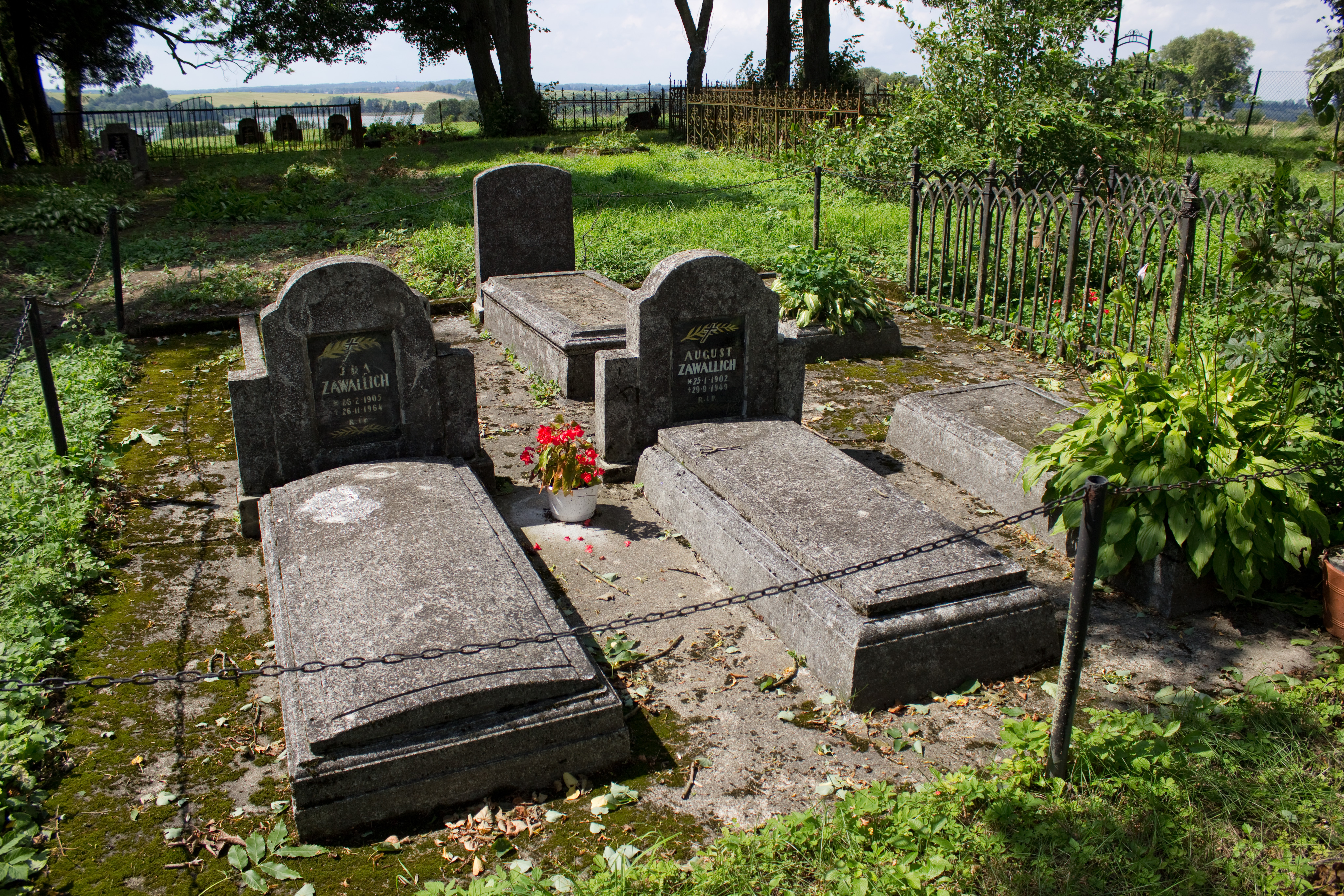
Gräber auf dem noch aus deutscher Zeit stammenden evangelischen Friedhof in Wyszembork

### Evangelisch
Weißenburg war bis 1945 in das Kirchspiel der evangelischen Kirche Seehesten (polnisch Szestno) in der Kirchenprovinz Ostpreußen der Kirche der Altpreußischen Union eingepfarrt. Aus der Zeit vor 1945 stammt noch heute der evangelische Friedhof, der jedoch teilweise einen verwilderten Eindruck macht.
Heute halten sich die evangelischen Einwohner Wyszemborks zu ihrer Pfarrkirche Mrągowo, die der Diözese Masuren der Evangelisch-Augsburgischen Kirche in Polen zugehörig ist.

### Katholisch
Katholischerseits war Weißenburg vor 1945 in die Pfarrkirche St. Adalbert Sensburg (polnisch Mrągowo) im ehemaligen Bistum Ermland eingegliedert. Heute ist die Heilig-Kreuz-Kirche Szestno die zuständige Pfarrkirche für die Katholiken in Wyszembork, das nunmehr zum Erzbistum Ermland gehört.

## Verkehr

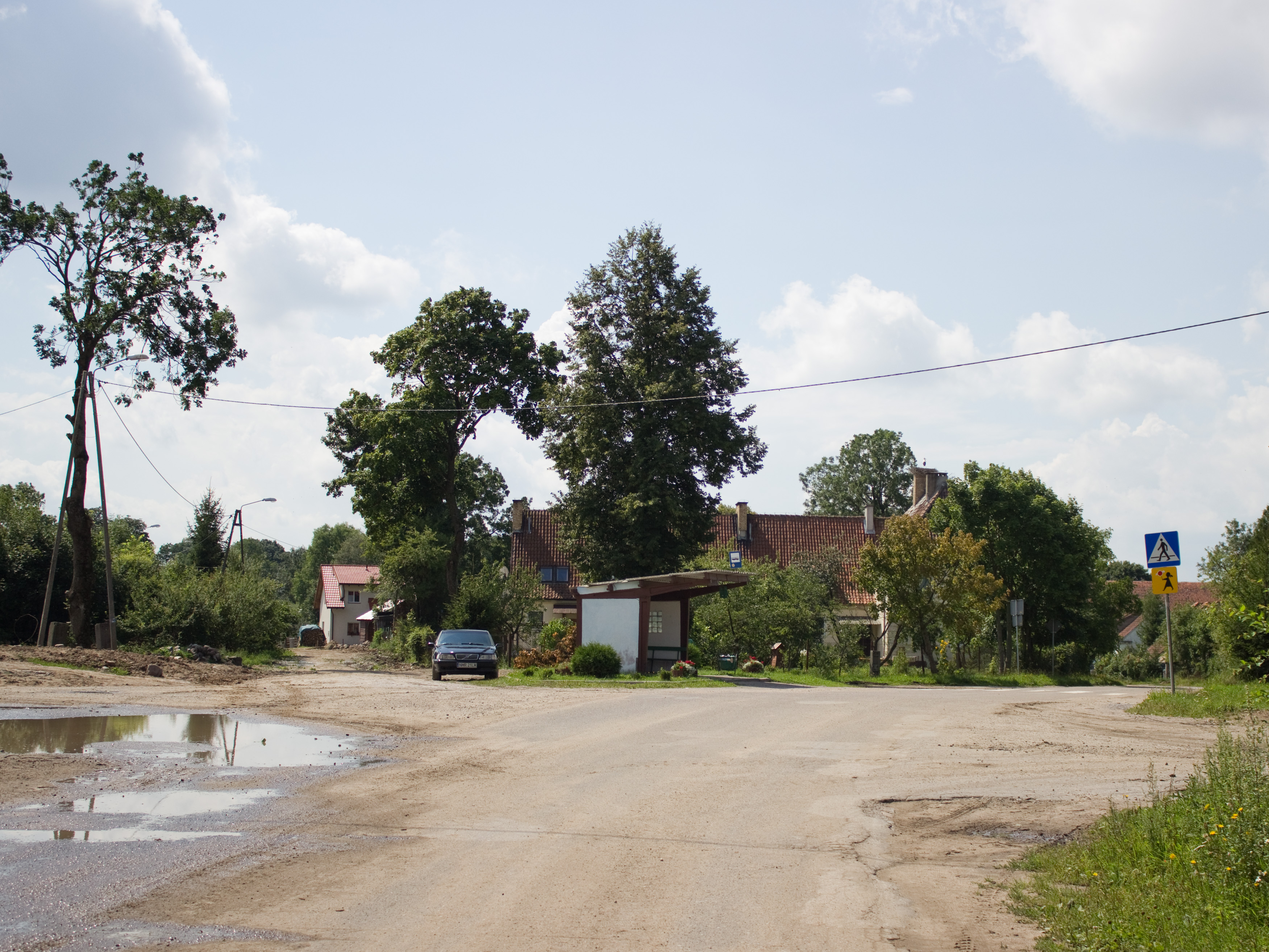
Die Wyszemborker Hauptstraße mit Bushaltestelle

### Straße
Wyszembork liegt straßenverkehrsmäßig günstig zwischen zwei Hauptverkehrsstraßen: der polnischen Landesstraße 59 (einstige deutsche Reichsstraße 140), die von Zalec (Salza) aus den Ort erreicht, und die Woiwodschaftsstraße 591, die von Szestno (Seehesten) aus nach Wyszembork bzw. weiter nach Słabowo (Slabowen, 1928 bis 1945 Langenwiese) führt.

### Schiene
Wyszembork verfügt über keine Bahnanbindung mehr. Von 1898 bis 1966 war das Dorf Bahnstation an der Bahnstrecke Sensburg–Rastenburg (polnisch Mrągowo–Kętrzyn), die bis 1945 noch von den Rastenburger Kleinbahnen befahren wurde, heute aber stillgelegt und größtenteils demontiert ist.